# ETE Juscelino Kubitschek
A Escola Técnica Estadual Juscelino Kubitschek (ETEJK), é uma escola técnica da cidade do Rio de Janeiro mantida pela Fundação de Apoio à Escola Técnica do Estado do Rio de Janeiro, A escola está localizada no bairro de Jardim América, na Zona Norte do Rio de Janeiro, e funciona no turno integral (manhã, tarde e noite) de segunda a sábado.

## História
Foi criada pelo Decreto 2755 de 17 de outubro de 1979, no governo de Chagas Freitas, sendo fruto de um programa conjunto do Ministério de Educação e o Banco Mundial, para atender cinco escolas satélites. A inauguração ocorreu em 13 de março de 1980. A inauguração contou com a presença do Governador Chagas Freitas  e do Ex-Presidente do Brasil Juscelino Kubitschek e sua esposa Sarah Kubitschek. 
Em 1998 a escola saiu da estrutura da Secretaria de Estado de Educação (SEEDUC-RJ) e passou a ser mantida pela Fundação de Apoio à Escola Técnica (FAETEC) órgão vinculado a Secretaria de Estado de ciência e tecnologia do Rio de janeiro (SECTI-RJ).

## Cursos
Possui os seguintes cursos:
- Eletrotécnica
- Análises Clínicas
- Turismo
- Administração
- Informática

## Estrutura do ensino
A estrutura de ensino da ETE Juscelino Kubitschek apresenta de modo primordial a educação técnica como um pilar relevante na formação do indivíduo. Sendo assim, o aluno pode optar por uma gama variada de 5 cursos técnicos integrantes de distintas áreas.